# Høje-Taastrup község
Høje-Taastrup község (dánul: Høje-Taastrup Kommune) Dánia 98 községének (kommune, helyi önkormányzattal rendelkező közigazgatási egység) egyike.
A 2007. január 1-jén életbe lépő közigazgatási reform nem érintette.

## Települések

Koppenhága és a környező községek

Települések és népességük:
- Hedehusene (11402)
- Reerslev (647)
- Taastrup (37231)
- Sengeløse (1361)
- Vridsløsemagle (287)